# Desastres em 1987
Nesta página encontrará referências aos desastres ocorridos durante o ano de 1987.

## janeiro
- 6 de janeiro - Um caminhão choca-se frotalmente com um ônibus da empresa Fioravante na entrada da cidade de Itapetininga, São Paulo, morrem 15 pessoas e 16 ficam feridas.[1]

## março
- 6 de março - No Zeebrugge em Bélgica, a balsa britânica Herald of Free Enterprise capota no exterior do porto; 193 pessoas morrem.

- 8 de março - O Cessna 170 de prefixo PT-BLL cai na Praia do Futuro, na cidade de Fortaleza, Ceará, numa manhã de céu bastante nublado. As vítimas do desastre foram seus quatro ocupantes, que morreram na hora, entre os quais o piloto, paraquedista e proprietário da aeronave, José Milson Moreira e Kaká, Maria do Carmo P. de Andrade, também paraquedista.

## junho
- 2 de junho - No Rio de Janeiro, um helicóptero da Secretaria estadual da Polícia Civil choca-se com fios de alta tensão e cai, matando seus 5 ocupantes.

## setembro
- 13 de setembro - Acidente radioativo de Goiânia.

## novembro
- 18 de novembro - Incêndio de King's Cross na Londres. Um cigarro acceso na uma escada rolante causa um incêndio na estação de metro King's Cross St. Pancras; 31 pessoas morrem.